# Numbulwar
Numbulwar – miasto w Australii, w Terytorium Północnym.